# Ctenus dangsus
Ctenus dangsus är en spindelart som beskrevs av C. Adinarayana Reddy och Patel 1994. Ctenus dangsus ingår i släktet Ctenus och familjen Ctenidae. Inga underarter finns listade i Catalogue of Life.